# جمال آدامز
جمال لی آدامز (متولد ۱۷ اکتبر ۱۹۹۵) یک بازیکن فوتبال آمریکایی است، که برای تیم نیویورک جتس در پست مدافع بازی می‌کند. وی در تیم LSU فوتبال کالجی بازی می‌کرد.

## دوران کالج
آدامز در هر ۱۳ بازی به عنوان یک دانشجوی تازه‌وارد در LSU در سال ۲۰۱۴ بازی کرد و ۶۶ تکل داشت.

### آمار کالج
|       |       | دفاع | دفاع | دفاع |
| سال   | تیم   | تکل  | Int  | FF   |
| ----- | ----- | ---- | ---- | ---- |
| ۲۰۱۴  | LSU   | ۶۶   | ۰    | ۰    |
| ۲۰۱۵  | LSU   | ۶۷   | ۴    | ۱    |
| ۲۰۱۶  | LSU   | ۷۶   | ۱    | ۱    |
| مجموع | مجموع | ۲۰۹  | ۵    | ۲    |